# LaTonya Sims
LaTonya Sims (ur. 8 stycznia 1979) – amerykańska koszykarka występująca na pozycji środkowej. Po zakończeniu krótkiej kariery sportowej została software developerem w Chicago, pracowała między innymi dla Microsoft oraz Accenture.
W szkole średniej została zaliczona do I składu All-American, otrzymała też tytuły Zawodniczki Roku Wisconsin Gatorade oraz Miss Wisconsin Basketball (1997).
6 maja 2003 roku rozegrała jedno spotkanie przedsezonowe WNBA, w barwach Minnesoty Lynx, przeciw Detroit Shock.

## Osiągnięcia
Na podstawie, o ile nie zaznaczono inaczej.
NCAA
- Mistrzyni turnieju Women's National Invitation Tournament (WNIT – 2000)
- Wicemistrzyni turnieju WNIT (1999)
- Uczestniczka turnieju NCAA (1998, 2001)
- Najlepsza pierwszoroczna zawodniczka sezonu konferencji Big Ten (1998)
- Zaliczona do:
  - I składu konferencji Big 10 (1999)
  - II składu konferencji Big 10 (2001)[4]
- Liderka drużyny Wisconsin Badgers w:
  - punktach (1999, 2000)
  - zbiórkach (1998, 2000)

Indywidualne
- Uczestniczka meczu gwiazd PLKK (2003)[5]

Inne
- Wybrana do Galerii Sław Sportu hrabstwa Racine (2013)[6][7]